# تویدا نو اوکاتا
تویدا نو اوکاتا، (به ژاپنی: 問田大方, Toida no Ōkata); ۱ ژانویهٔ ۱۵۵۰ – ۲۱ ژوئن ۱۶۱۹) یک زن اشرافی و همسر کوبایاکاوا تاکاکاگه بود.